# Аэровокзал

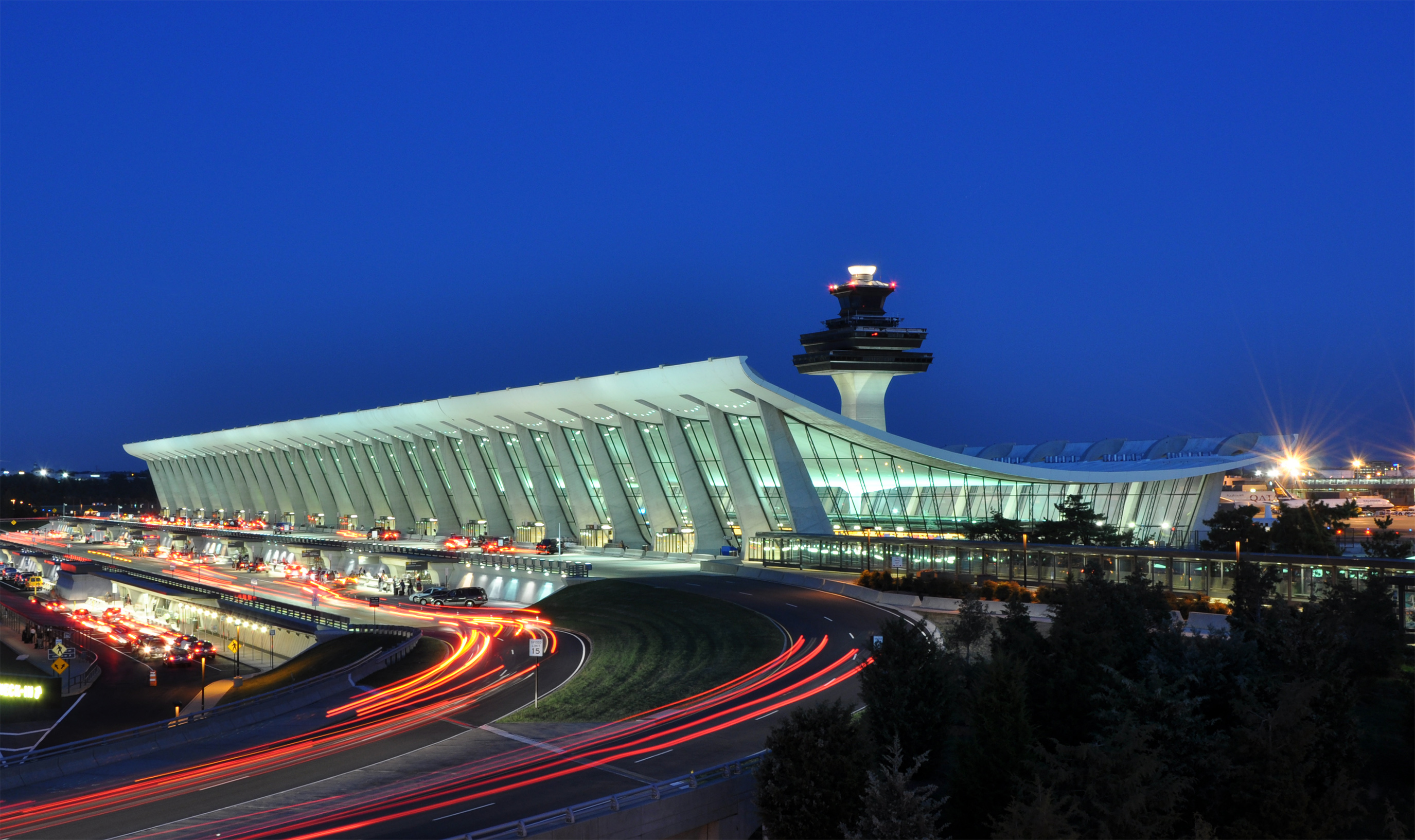
Аэровокзал аэропорта имени Даллеса, Вашингтон

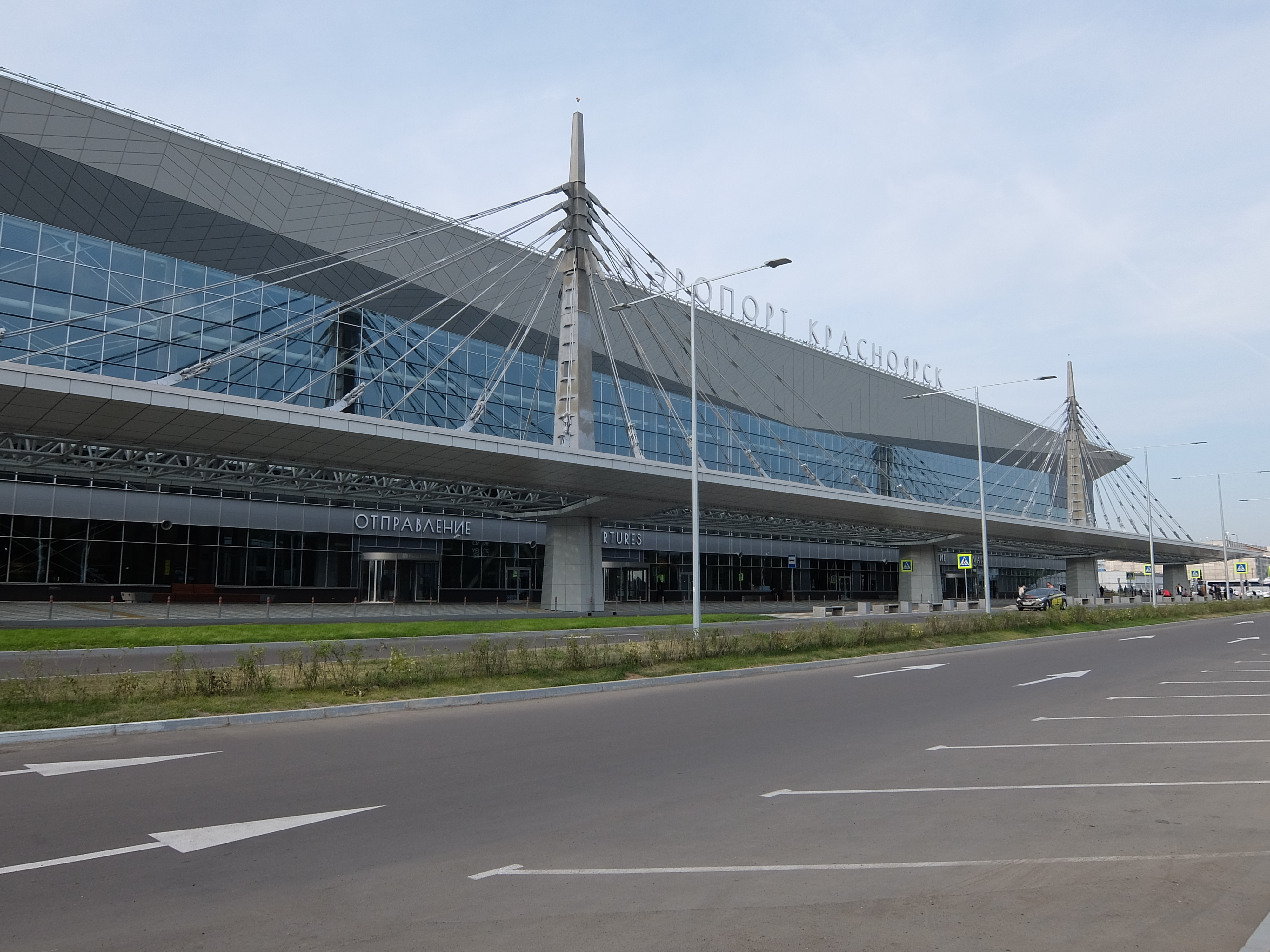
Аэровокзал аэропорта Красноярск

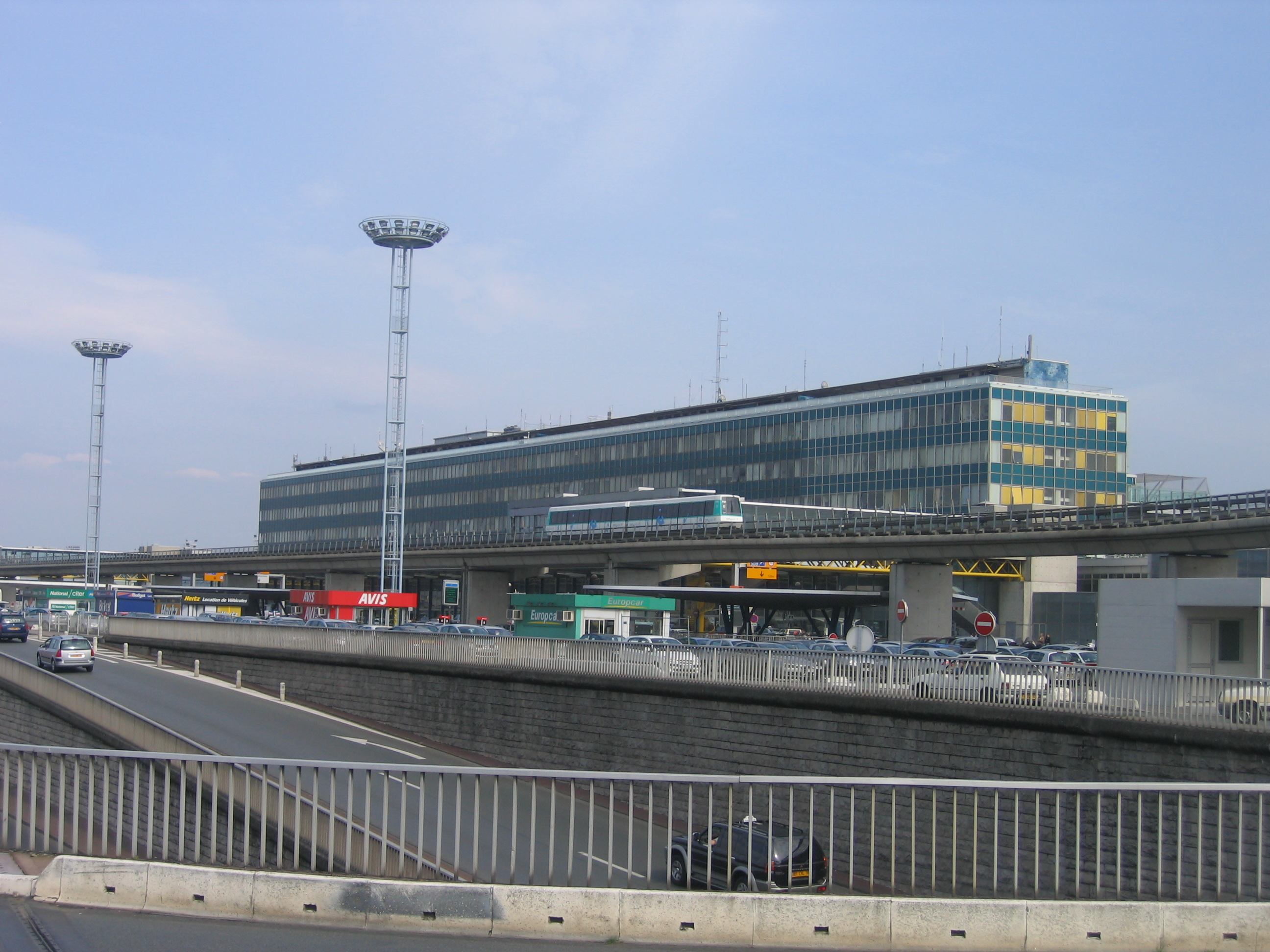
Аэровокзал аэропорта Париж-Орли

Аэровокза́л (от др.-греч. ἀέριος — «воздушный» + англ. Vauxhall — «вокзал») или терминал аэропо́рта — здание для обслуживания пассажиров воздушного транспорта и операций с багажом; обычно в аэропортах.
В русском языке имеет два значения:
1. Аэровокзал — место, где базируются большинство служб, обслуживающих пассажиров от момента входа на территорию аэропорта до вылета и от момента подачи трапа к самолёту до покидания аэропорта:
- представительства авиакомпаний;
- служба организации пассажирских перевозок;
- службы безопасности;
- багажная служба;
- службы пограничного, иммиграционного и таможенного контроля;
- различные организации и предприятия, направленные на отдых, развлечения пассажиров и тому подобное: рестораны и кафе, точки торговли периодическими изданиями и сувенирами, магазины (в том числе магазин беспошлинной торговли) и так далее.

2. Аэровокзал, расположенный вдали от действующих аэропортов, выполняющий функции такового для автобусных рейсов до аэропорта (обычно прямо до трапа самолёта). Ранее такую функцию выполнял, например, Московский аэровокзал.
В первом случае аэровокзалы подразделяются на группы в зависимости от своей пропускной способности:
- малые — 35—450 пассажиров в час;
- средние — 451—1000 пассажиров в час;
- большие — 1001—2500 пассажиров в час;
- крупные — более 2500 пассажиров в час.

Различают аэровокзалы по их специализации на видах воздушных перевозок:
- международных авиалиний (если пункт отправления и назначения находятся на территории двух стран либо на территории одной страны, но предусмотрена промежуточная посадка в аэропорту другого государства);
- внутренних авиалиний (пункт отправления, назначения и пункты промежуточных посадок расположены на территории одной страны);
- местных воздушных линий (МВЛ, воздушными судами используется пространство на высотах ниже нижнего эшелона);
- деловой авиации (для частных либо корпоративных перелётов).

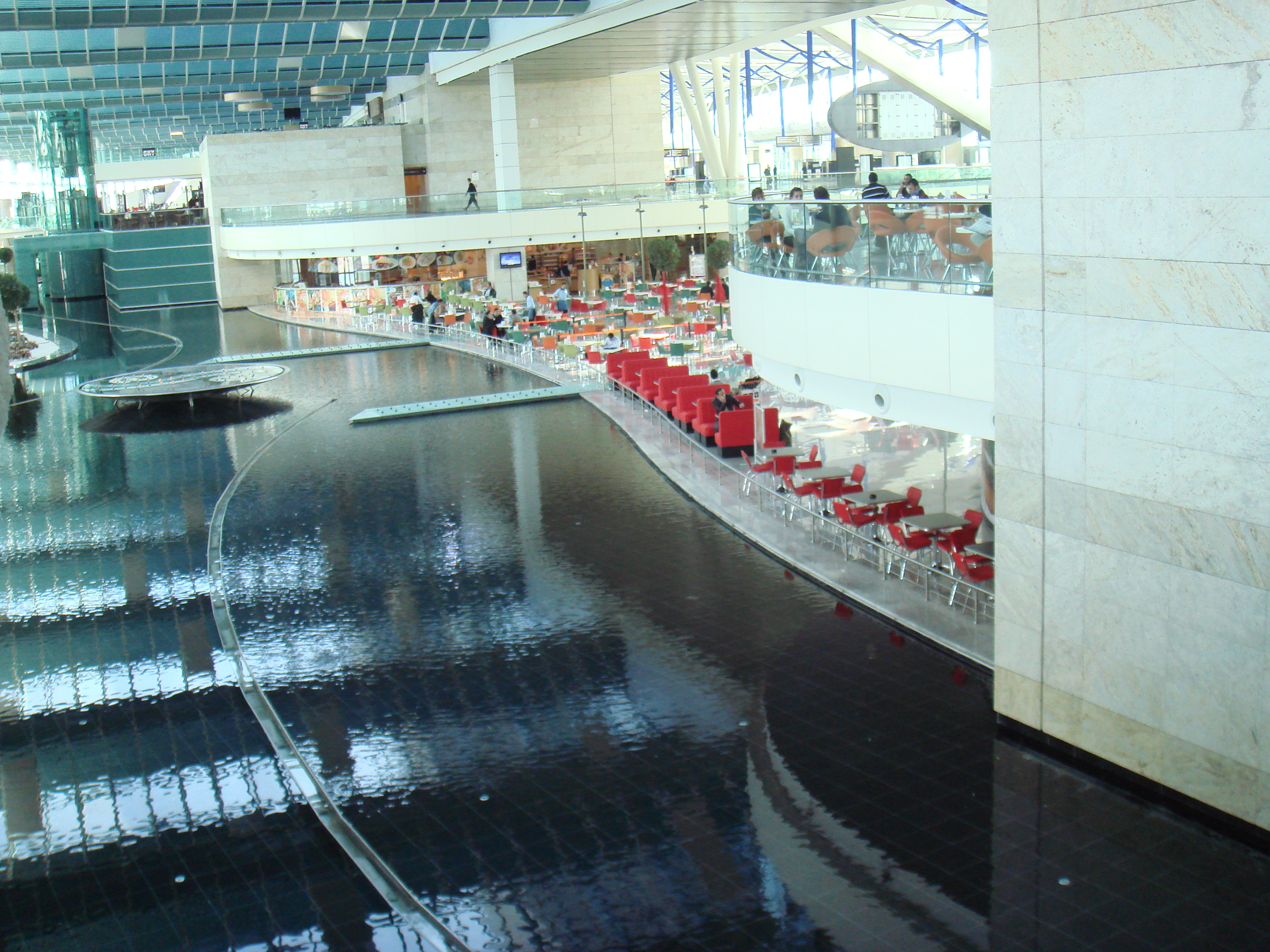
Комплекс в аэровокзале в аэропорту «Эсенбога» (Турция) с созданием комфортабельного микроклимата.